# Hr.Ms. Evertsen (1967)
Hr.Ms. Evertsen (F 815) is een Nederlands fregat van de Van Speijkklasse. Het schip is vernoemd naar de 17e-eeuwse Nederlandse admiraal Johan Evertsen en is het zevende schip vernoemd naar Johan Evertsen. De Nederlandse scheepswerf de Koninklijke Maatschappij de Schelde nam de bouw van het schip voor haar rekening.
Na de uitdienstname is het schip verkocht aan Indonesië. Bij de Indonesische marine doet het schip dienst als Kabdul Halim Perdanakusuma.